# Pessoa (filosofia)
Em português coloquial, pessoa é sinónimo de ser humano. Na filosofia, no entanto, há debates sobre o sentido preciso e o uso correto da palavra, e quais são os critérios que definem algo (ou alguém) como "pessoa".
Na filosofia, uma pessoa é uma entidade que tem certas capacidades ou atributos associados a personalidade, por exemplo, em um contexto particular moral, social ou institucional. Essas capacidades ou atributos podem incluir a autoconsciência, a noção de passado e futuro, e a posse de poder deôntico, entre outros. Também, filosoficamente, uma pessoa é o ser humano como agente moral. É aquele que realiza uma acção moral e aquele que ajuíza sobre ela. O conceito de "pessoa", na filosofia, é difícil de definir de uma forma que seja universalmente aceita, devido à sua variabilidade histórica e cultural e as controvérsias que cercam o seu uso em alguns contextos em diferentes linhas filosóficas.

## Etimologia
A origem mais remota da palavra "pessoa" é o grego ‘prósopon’ (aspecto) de onde passou ao etrusco ‘phersu’, com o significado de ‘aí’. A partir dessa palavra, os latinos denominaram ‘persona’ as máscaras usadas no teatro pelos atores, e também chamaram assim aos próprios personagens teatrais representados.
‘Pessoa’ é parente distante de palavras de origem grega originadas em ‘prósopon’ e seus derivados, tais como ‘prosopografia’ e ‘prosopopéia’.
O vocábulo latino — ‘persona’ — conservou-se no português ‘pessoa’, no galego ‘persoa’, no italiano e no espanhol ‘persona’, no inglês ‘person’ e no francês ‘personne’ (podendo também significar 'ninguém' se usado sem artigo), entre outras línguas.